# Кейта, Даба Модибо
Даба Модибо Кейта (фр. Daba Modibo Keïta, род. 5 апреля 1981) — малийский тхэквондист, двукратный чемпион мира, участник игр 2008 и 2012 годов в составе команды Мали.
Назван в честь первого президента Мали Модибо Кейта.

## Карьера
В 2008 году на Олимпийских играх в Пекине в весовой категории свыше 80 кг в первом круге выиграл француза Микаэля Боро и проиграл нигерийцу Чика Чуквумерие.
В 2012 году на Олимпийских играх в весовой категории свыше 80 кг победил в боях против узбека Акмала Эргашева, канадца Франсуа Куломбе-Фортье и уступил в полуфинале итальянцу Карло Мольфетте.
В утешительных боях за бронзу он уступил кубинцу Робелис Деспанье.